# Revista Obras Públicas
Revista obras públicas, es una publicación chilena. Un órgano de difusión oficial de profesionales del Ministerio de Obras Públicas de Chile (MOP), independiente de las autoridades de dicha cartera de estado. Publicación técnica profesional dedicada a difundir artículos de todas las profesiones que componen este ministerio; mostrar obras, proyectos y estudios que se ejecutan en Chile.

## Historia
Fue fundada el 5 de agosto de 1994, siendo su primer director el ingeniero Fernando Gallegos Osorio.
Esta publicación es editada cada tres meses, con una circulación de 6.000 ejemplares que son distribuidos a todos los profesionales del MOP, empresas constructoras, empresas consultoras, arquitectos, constructores civiles, ingenieros, concesionarias, Ministerio de la Vivienda y Urbanismo, Mineras, industrias, municipalidades y universidades.